# Národní park Lofotodden
Národní park Lofotodden (norsky Lofotodden nasjonalpark) se nachází za severním polárním kruhem na ostrově Moskenesøy v souostroví Lofoty, které administrativně přináleží do norského kraje Nordland. Národní park, který zasahuje na území dvou obcí - Moskenes a Flakstad, byl vyhlášen v roce 2018 jako v pořadí již čtyřicátý národní park na území Norska (nepočítaje v to dalších sedm národních parků v oblasti Svalbardu). Park byl slavnostně otevřen o rok později, v červnu roku 2019.

## Geografie

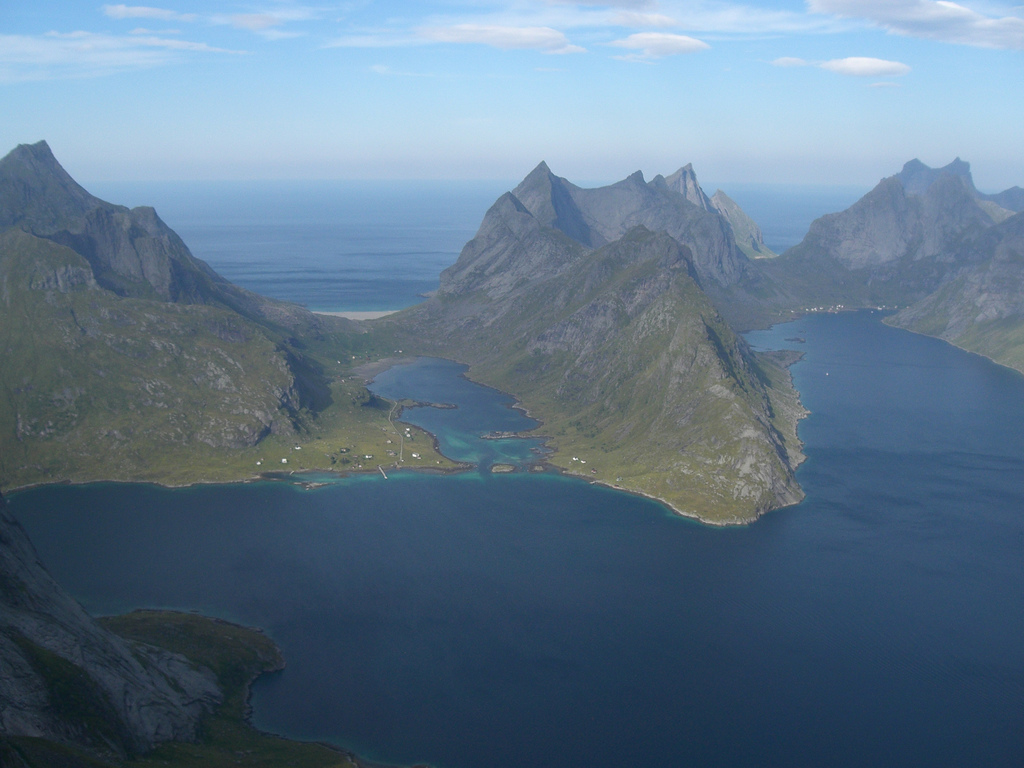
Horské vrcholy severozápadně od Kjerkfjordenu

Národní park se rozprostírá v délce zhruba 36 km vzdušnou čarou od ostrůvků při nejsevernějším výběžku ostrova Moskenesøy až po ostrovy u jihozápadního pobřeží. Chráněné území tvoří převážně horské pásmo se strmými vrcholy při členitém západním pobřeží ostrova - s výjimkou jižní části Moskenesu, která je součástí národního parku prakticky celá. Národní park v podstatě zahrnuje jižní úsek 160 km dlouhého pohoří, zvaného Lofotenveggen (v překladu z norštiny "Lofotská stěna" nebo "Lofotská zeď").
Rozeklaný masív je tvořen sopečnými horninami a žulou. Nejvyšším bodem národního parku je hora Hermannsdalstinden (1029 m n. m.), nejvyšší vrchol ostrova Moskenesøy. Na území národního parku je řada dalších význačných vrcholů, jejichž nadmořská výška se pohybuje od 500 až do 940 metrů. Z celkové plochy 99 km² připadá 13 km² na místní zátoky a fjordy, včetně některých menších ostrovů. Součástí národního parku se tak stala i přírodní rezervace Lofotodden, která se nachází při jihozápadním výběžku ostrova Moskenesøy a zahrnuje ostrov Sørholmen a další menší ostrůvky, které jsou významným hnízdištěm mořského ptactva.

## Předmět ochrany
Pojmenování národního parku bylo převzato od názvu historické oblasti Lofotodden na ostrově Moskenesøy. Účelem vyhlášení Národního parku Lofotodden je zachování přírodních, kulturních a historických hodnot krajiny, minimálně dotčené lidskými zásahy. Součástí území parku jsou významné a rozmanité ekosystémy, jako jsou suťové lesy, rašeliniště, pobřežní útesy či písečné duny. Žijí zde i některé ohrožené druhy živočichů. Z mořských ptáků se zde vyskytuje například alkoun obecný, kormorán chocholatý či některé druhy racků. Území národního parku je významné i z hlediska výskytu různých druhů rostlin a hub.

## Dostupnost
Skalnatý terén chráněného území je velmi členitý a místy obtížně přístupný, avšak je zde řada stezek a jsou možné i některé přechody horského pásma východozápadním či severojižním směrem. Mezi takové túry patří například přechod z Vinstadu na písečné západní pobřeží Bunesstranda nebo cesta z vesnice Å podél jižního břehu jezera Ågvatnet a přes strmý hřeben k jezeru Stokkvikvatnet a k zátoce Stokkvika. Zátoka Stokkvika s přilehlým údolím je však z území národního parku vyňata, neboť měla specifickou historii. Kdysi bylo toto úzké, asi 2 km dlouhé údolí osídleno, jak dosvědčují záznamy z roku 1634. Za druhé světové války zde bylo skladiště materiálu a mezi roky 1952 až 1963 používalo norské ministerstvo obrany tuto lokalitu jako vojenskou střelnici.

### Horolezectví
Výchozím místem pro výstup na Hermannsdalstinden je horská chata Munkebu ve vnitrozemí zhruba 6,5 km západně od Reine, správního střediska obce Moskenes. Cesta na vrchol a zpět k chatě Munkebu trvá kolem šesti až osmi hodin. Hory a skalní masívy na území národního parku jsou vyhledávanými horolezeckými cíli.

## Galerie

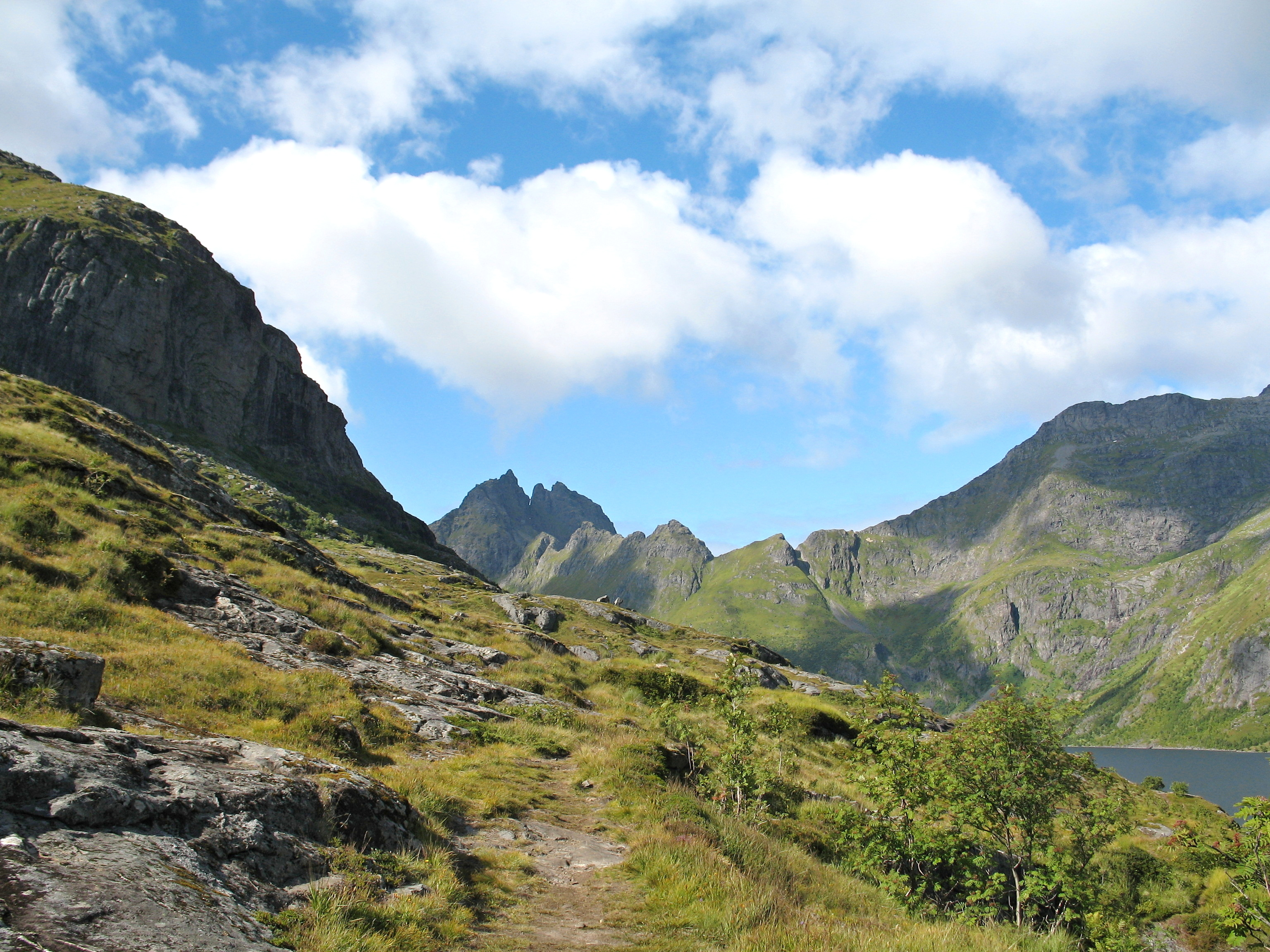
Cesta z vesnice Å do NP Lofotodden podél jezera Ågvatnet
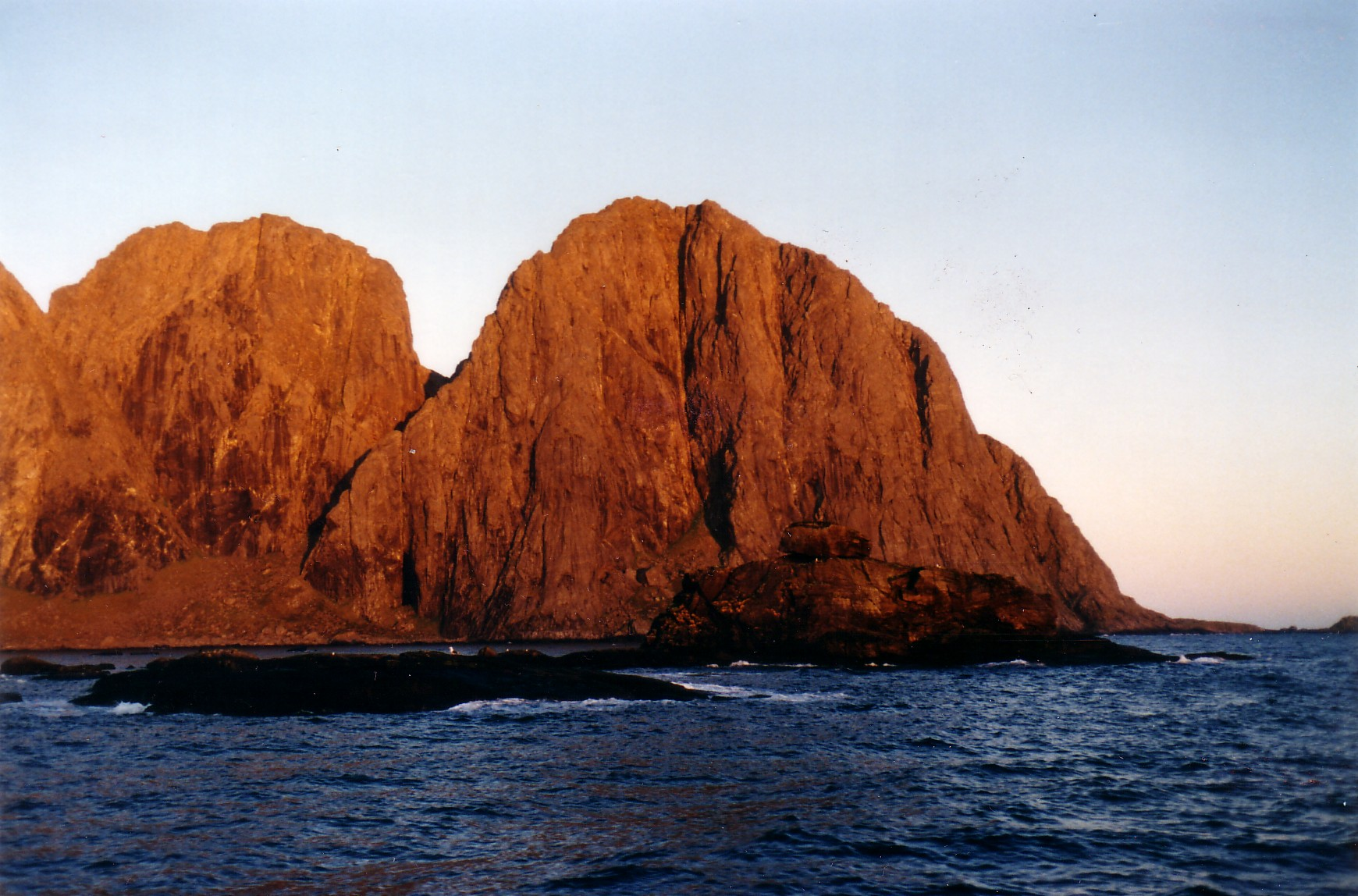
Jihozápadní oblast ostrova Moskenesøya s jeskyní Kollhellaren
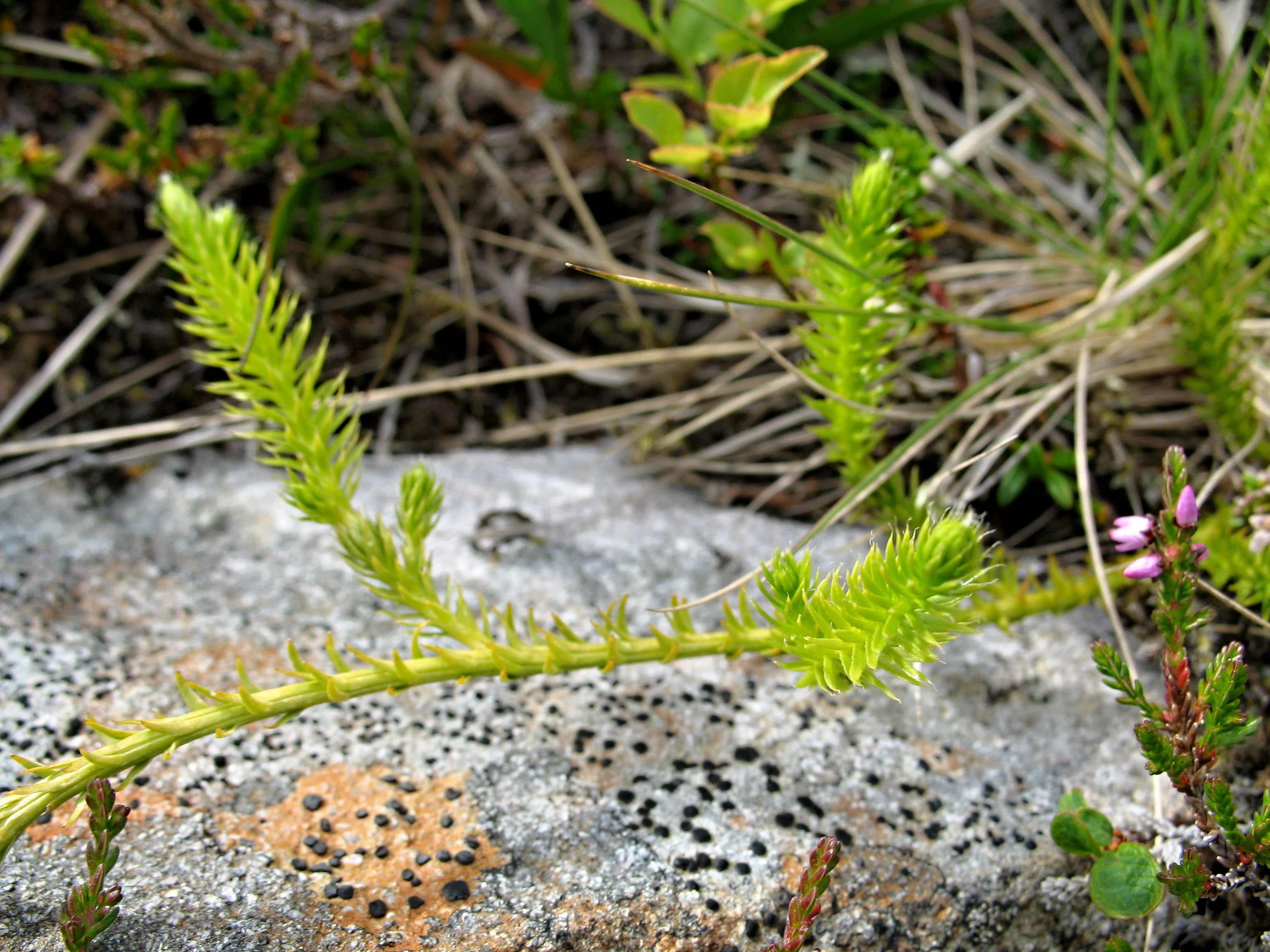
Plavuň v porostu u západního břehu jezera Ågvatnet
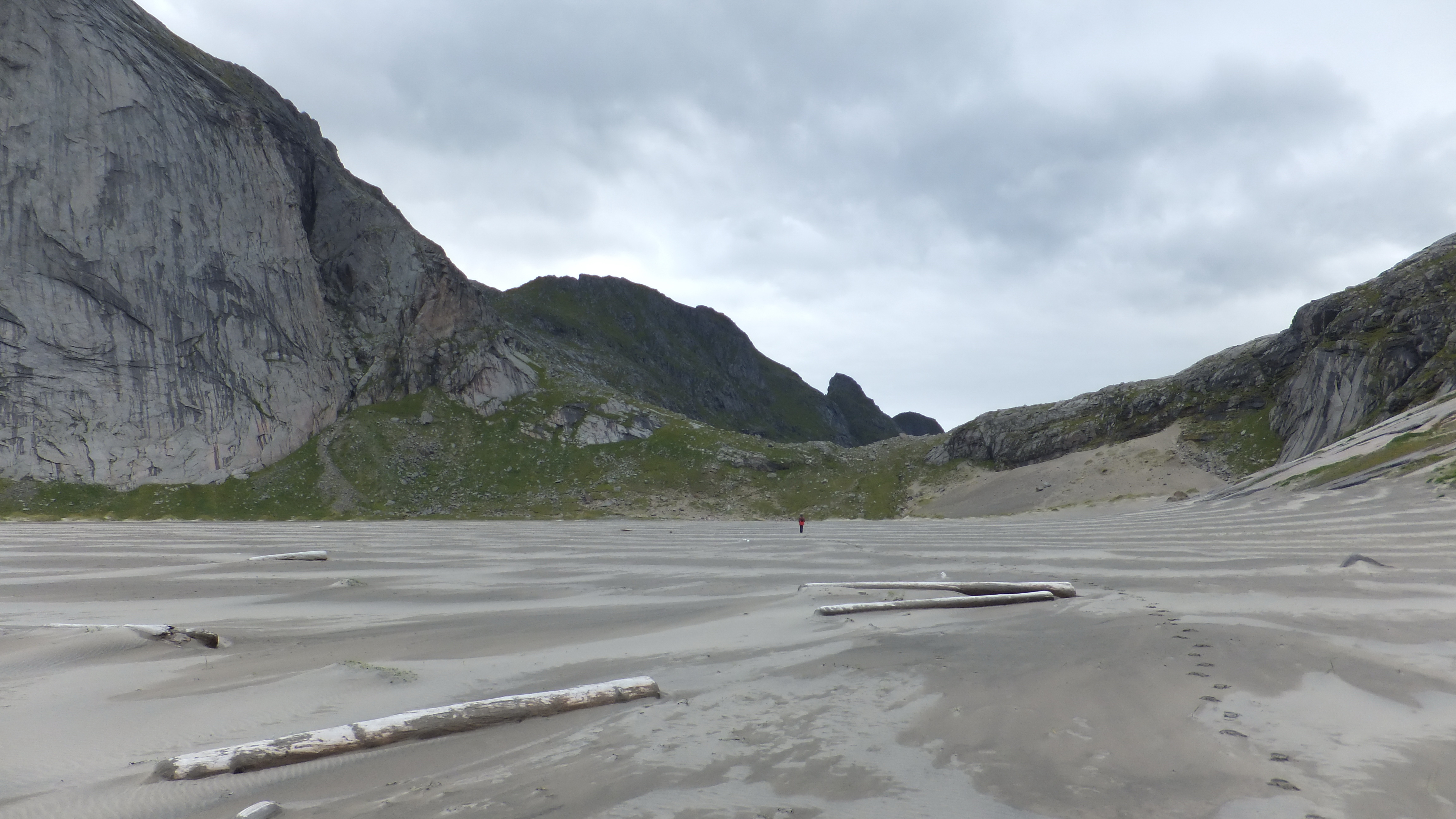
Písčiny Bunesstranda na západním pobřeží ostrova Moskenes
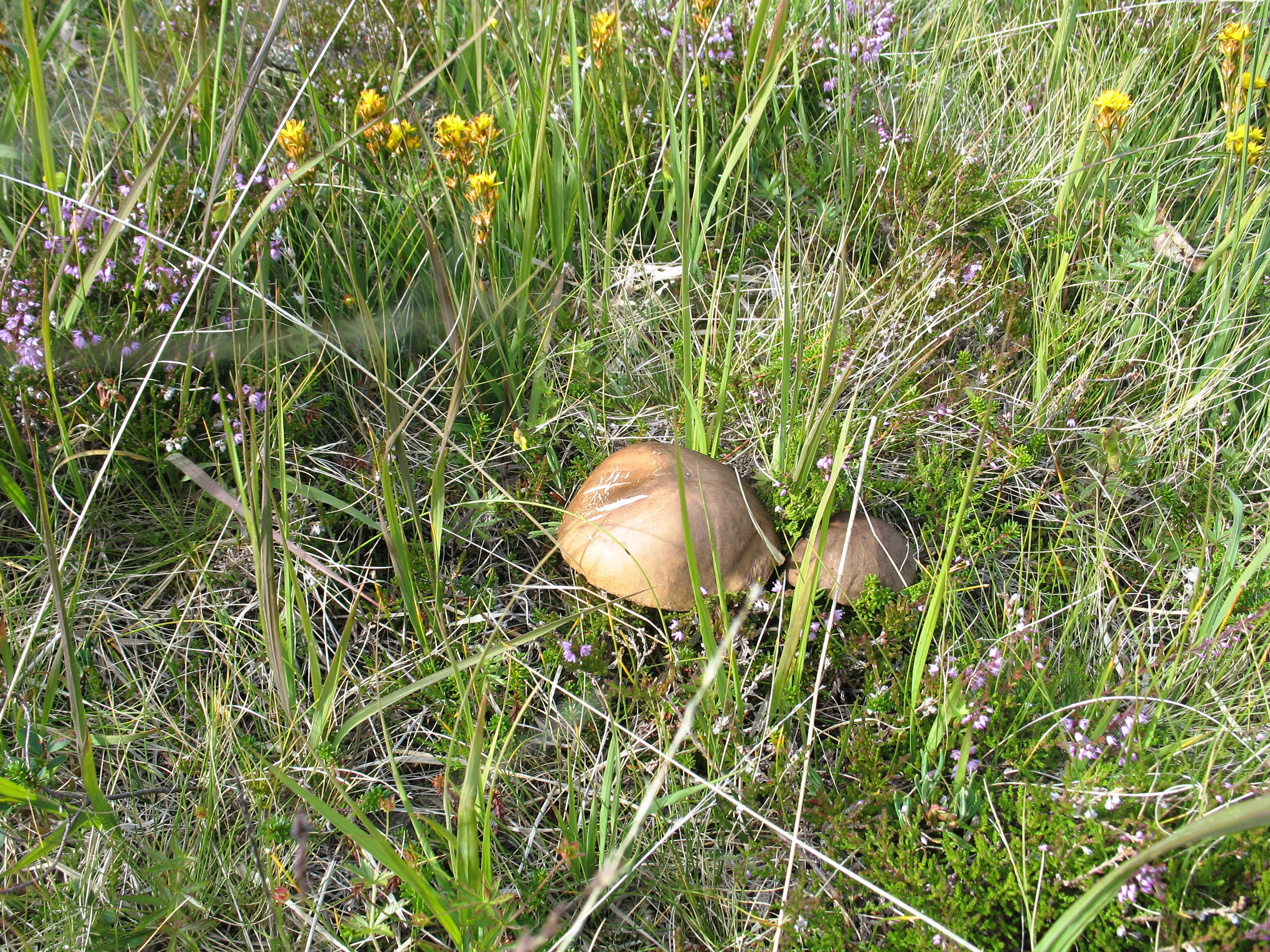
Hřibovité houby (kozáci - Leccinum) v mokřinách u jezera Ågvatnet
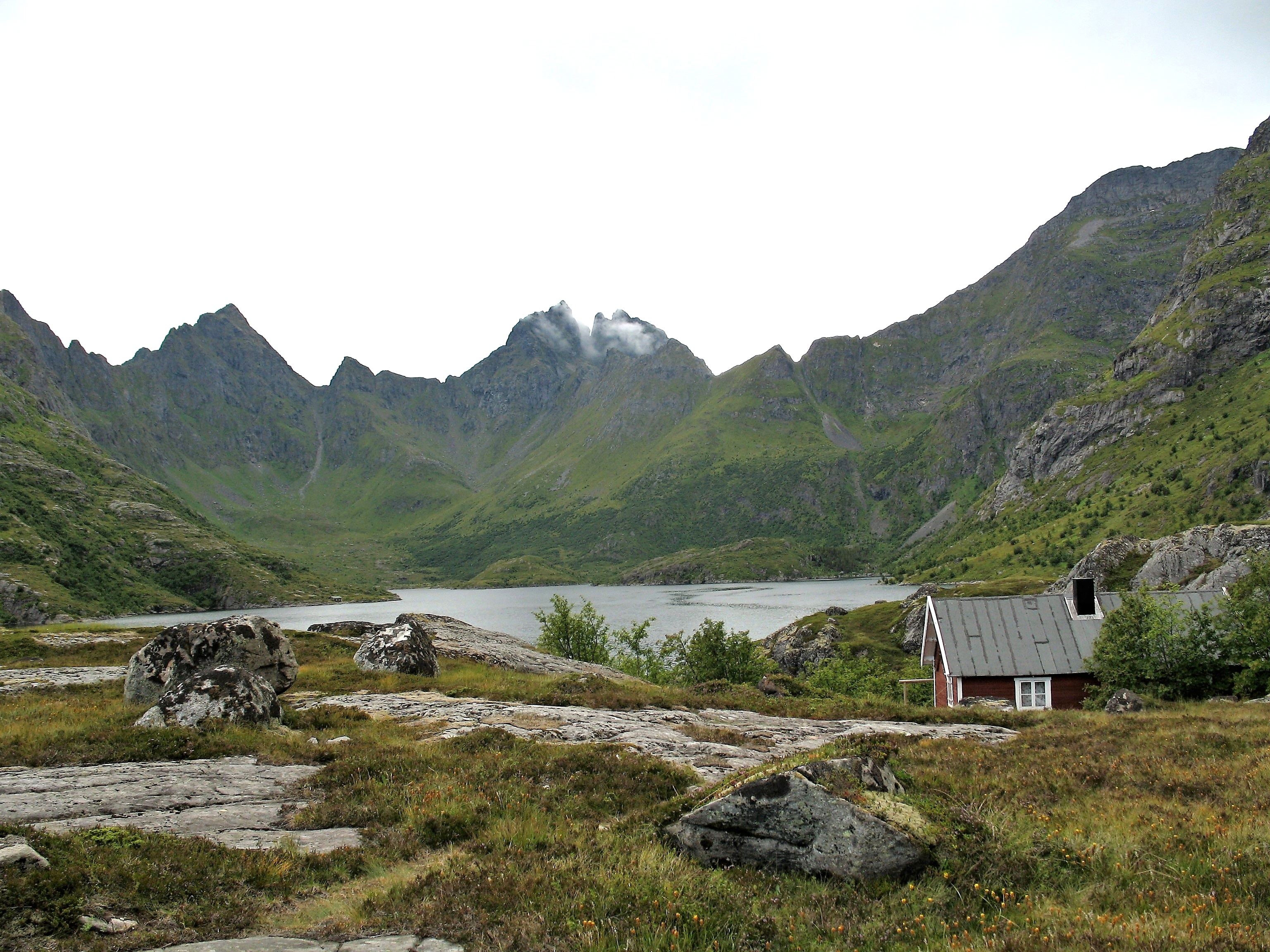
Pohled na západní břeh jezera Ågvatnet s vrcholy Mannen a Gjerdtindal